# Marpissa raimondii
Marpissa raimondii är en spindelart som beskrevs av Władysław Taczanowski 1878. Marpissa raimondii ingår i släktet Marpissa och familjen hoppspindlar. Inga underarter finns listade i Catalogue of Life.